# Március 23.
Március 23. az év 82. (szökőévben 83.) napja a Gergely-naptár szerint. Az évből még 283 nap van hátra.
Névnapok: Emőke + Appia, Áprilka, Arvéd, Arvid, Balabán, Emő, Kartal, Odin, Ottó, Údó, Emese

## Események

### Politikai események
- 0752 – II. István pápa megválasztása.
- 1848 – Az országgyűlés alsótáblájának ülésén Batthyány Lajos miniszterelnök ismerteti a kormányt
- 1848 – V. Ferdinánd császár és király Josip Jelačić vezérőrnagyot nevezi ki horvát bánná. A horvát nemzetgyűlés (Sabor) megerősíti a kinevezést.
- 1915 – Fél éven át tartó ostrom után a Przemyśl erőd kapitulál az oroszok előtt (első világháború).
- 1919 – Benito Mussolini Milánóban megalapítja a fasiszta mozgalmat.
- 1920 – Pozsonyban megalakul a Magyar–Német Keresztényszocialista Párt.
- 1933 – A német Reichstag elfogadja a felhatalmazási törvényt (Ermächtigungsgesetz).
- 1994 – Grúzia Brüsszelben aláírja a Partnerség a Békéért keretdokumentumot.

### Tudományos és gazdasági események
- 1950 – Megalakul a Meteorológiai Világszervezet, az ENSZ specializált szervezete (World Meteorological Organization, WMO).
- 1965 – Az első kétszemélyes amerikai űrhajó, a Gemini–3 repülése.
- 1983 – Elindul az orosz-francia együttműködéssel készült Asztron nevű csillagászati műhold.
- 2001 – A Mir szovjet űrállomást 15 évnyi működés után a Csendes-óceán felett visszahozzák a légkörbe, ahol megsemmisül.
- 2002 – Szeged - a József Attila Tanulmányi és Információs Központ (JATIK) alapkő-letétele.

### Kulturális események

#### Zenei események
- 1939 – 2. hegedűverseny (Bartók)ének bemutatója.

### Sportesemények
Labdarúgás
- 2023 – Magyarország–Észtország, válogatott felkészülési mérkőzés (977. hivatalos mérkőzés), Budapest, Puskás Aréna

Formula–1
- 1986 –  brazil nagydíj, Jacarepagua - Győztes: Nelson Piquet  (Williams Honda Turbo)
- 2003 –  maláj nagydíj, Sepang - Győztes: Kimi Räikkönen  (McLaren Mercedes)
- 2008 –  maláj nagydíj, Sepang - Győztes: Kimi Räikkönen  (Ferrari)

### Egyéb események
- 2005 – Robbanás rázza meg Amerika legnagyobb kőolajfinomítóját Texas Cityben. A katasztrófában 15 ember hunyt el és több mint 180-an megsérültek.

## Születések
- 1430 – Anjou Margit angol királyné († 1482)
- 1754 – Jurij Vega, szlovén matematikus, fizikus († 1802)
- 1858 – Ludwig Quidde, Nobel-békedíjas német történész, közíró, pacifista politikus († 1941)
- 1864 – Simonyi-Semadam Sándor, magyar politikus, ügyvéd, miniszterelnök († 1946)
- 1878 – Franz Schreker, osztrák zenetanár, zeneszerző († 1934)
- 1881 – Roger Martin du Gard, Nobel-díjas francia író († 1958)
- 1882 – Emmy Noether, német matematikusnő, a modern algebra egyik megalapozója († 1935)
- 1892 – Nánássy Imre magyar ügyvéd, országgyűlési képviselő († 1940)
- 1893 – Vecsey Ferenc, magyar hegedűművész († 1935)
- 1897 – Hamvas Béla, Kossuth-díjas magyar író († 1968)
- 1901 – Esterházy Pál herceg, a művészet és tudomány támogatója († 1989)
- 1904 – Joan Crawford (er. Lucille Fay LeSueur), amerikai színésznő († 1977)
- 1908 – Arhip Mihajlovics Ljulka, szovjet gépészmérnök, akadémikus († 1984)
- 1910 – Kuroszava Akira, japán filmrendező, forgatókönyvíró († 1998)
- 1911 – Palócz Endre, vívó világbajnok, olimpiai bronzérmes († 1988)
- 1912 – Wernher von Braun, német rakétamérnök, a Harmadik Birodalom, majd az Amerikai Egyesült Államok rakétaprogramjának egyik vezetője († 1977)
- 1913 – Lotz János, magyar származású amerikai nyelvtudós († 1973)
- 1913 – Piero Chiara, olasz író († 1986)
- 1915 – Arthur Owen, (Arthur William Owen) brit autóversenyző († 2000)
- 1922 – Ugo Tognazzi, olasz színész († 1990)
- 1926 – Olgyai Magda magyar színésznő, az egri Gárdonyi Géza Színház örökös tagja († 2023)
- 1927 – Benedek Gábor, olimpiai bajnok magyar öttusázó
- 1927 – Békés András, Kossuth- és Erkel Ferenc-díjas magyar rendező. érdemes és kiváló művész († 2015)
- 1927 – Békés Itala, Kossuth- és Jászai Mari-díjas magyar színésznő, érdemes és kiváló művész († 2025)
- 1931 – Viktor Korcsnoj szovjet-svájci nemzetközi sakknagymester († 2016)
- 1932 – Torma István magyar színész
- 1933 – John Taylor, brit autóversenyző († 1966)
- 1933 - Philip Zimbardo  olasz származású amerikai pszichológus, szociológus, író, kutató, egyetemi tanár. Kutatási területe elsősorban az emberi agresszió. († 2024)
- 1935 – Kun Szilárd, olimpiai ezüstérmes, Európa-bajnok sportlövő († 1987)
- 1941 – Bősze György Déryné- és Aase-díjas magyar színész († 2015)
- 1941 – Verebes József, magyar labdarúgó, edző, mesteredző († 2016)
- 1941 – Richly Zsolt Balázs Béla-díjas rajzfilmrendező, animátor, grafikus, érdemes és kiváló művész († 2020)
- 1947 − Mészáros Tamás magyar újságíró, színikritikus, színházi rendező
- 1950 – Corinne Cléry, francia színésznő
- 1953 – Chaka Khan, Grammy-díjas amerikai énekes, dalszerző
- 1953 – Kerekes Valéria magyar színésznő
- 1956 – José Manuel Durão Barroso, portugál politikus, az Európai Parlament megválasztott elnöke
- 1957 – Amanda Plummer, Emmy-díjas amerikai színésznő, Christopher Plummer leánya („A halászkirály legendája”, „Hasznos holmik”)
- 1969 – Timkó Eszter Jászai Mari-díjas magyar színésznő
- 1971 – Ali Zieme a Die Prinzen, német együttes dobosa
- 1971 – Zalai Tamás magyar színész
- 1973 – Radulovics Bojana, szerb származású magyar válogatott kézilabdázó, 2000-ben és 2003-ban őt választották a világ legjobb női kézilabdázójának.
- 1973 – Jerzy Dudek, lengyel labdarúgó
- 1974 – Mészáros Árpád Zsolt, magyar színész, musicalénekes
- 1975 – Axel Coon, német DJ, a Scooter egykori tagja
- 1976 – Juan Garciez, a Bon Jovo dobosa
- 1976 – Ricardo Zonta, (Ricardo Luiz Zonta) brazil autóversenyző
- 1977 – Kabai Lóránt, költő, író, szerkesztő, kritikus, vizuális művész († 2022)
- 1978 – Abram Raselemane, dél-afrikai labdarúgó († 2008)
- 1980 – Borja Iradier, spanyol úszó
- 1983 – Carlos Alzate, kolumbiai kerékpározó
- 1990 – Jaime Alguersuari (Jaime Víctor Alguersuari Escudero), spanyol autóversenyző
- 1996 – Lauri Kivari ifjúsági olimpiai ezüstérmes finn síakrobata

## Halálozások
- 1237 – I. János jeruzsálemi király (* 1170/75)
- 1555 – III. Gyula pápa (* 1487)
- 1667 – Wesselényi Ferenc nádor, a Wesselényi-összeesküvés fővádlottja (* 1605)
- 1680 – Nicolas Fouquet (* 1615)
- 1750 – Mikoviny Sámuel magyar mérnök, matematikus, térképész (* 1700)
- 1842 – Marie-Henri Beyle (ismert álnevén Stendhal), francia író (* 1783)
- 1877 – John D. Lee a Mormon egyház tagja, kivégezték (* 1812)
- 1900 – Zsolnay Vilmos pécsi keramikusművész, nagyiparos (* 1828)
- 1941 – medgyesi Balázs Árpád hegedűművész, zeneszerző, dalköltő (* 1874)
- 1953 – Raoul Dufy francia fauvista festő, textiltervező, illusztrátor (* 1877)
- 1961 – Kühnel Márton vállalkozó és feltaláló, madárbarát (* 1884)
- 1963 – Thoralf Skolem norvég matematikus, a Skolem-normálforma névadója (* 1887)
- 1964 – Peter Lorre magyar származású amerikai színész (* 1904)
- 1981
  - Komoróczy György történész, polonista, főlevéltáros (̈* 1909)
  - Mike Hailwood (Michael Stanley Bailey Hailwood) brit autóversenyző (* 1940)
- 1984 – Csuka Zoltán vajdasági magyar költő, műfordító (* 1901)
- 1992 – Friedrich August von Hayek, az osztrák iskolához tartozó Nobel-díjas közgazdász, morálfilozófus, a liberális demokrácia és a szabadpiac védelmezője (* 1899)
- 1994 – Giulietta Masina olasz színésznő, Federico Fellini filmrendező felesége (* 1921)
- 2007 – Kaszás Attila Jászai Mari-díjas magyar színész (* 1960)
- 2008 – Nagy Zoltán, ifj. Kossuth- és Liszt Ferenc-díjas magyar táncművész (* 1966)
- 2009 – Lloyd Ruby  1928 autóversenyző (* 1928)
- 2011 – Elizabeth Taylor kétszeres Oscar-díjas amerikai színésznő (* 1932)
- 2015 – Molnár Lajos magyar orvos, politikus, egészségügyi miniszter (2006-2007) (* 1946)
- 2017 – Harcsás Judit műsorvezető, újságíró[1] (* 1962)
- 2021 – Hana Hegerová szlovák énekesnő, színésznő (* 1931)
- 2022 – Madeleine Albright amerikai politikus, külügyminiszter (1997–2001) (* 1937)

## Nemzeti ünnepek, emléknapok, világnapok
- A magyar-lengyel barátság napja 2007 óta
- Meteorológiai világnap 1960 óta, a Meteorológiai Világszervezet (WMO) megalakulásának tiszteletére.
- Pakisztán: az államalapítás napja